# 출발! 충북대행진
김미숙의 출발! 충북대행진은 TBN 충북교통방송(청주 FM 103.3MHz, 충주 FM 93.5MHz)에서 평일 아침 7시부터 아침 8시 52분까지 방송되는 충북권 지역의 아침 출근길 라디오 프로그램이다.

## 코너소개

### 매일코너
- IN 충북 - 충북의 주요 뉴스를 #(해쉬태그)로 살펴보는 시간
- 안태희의 뉴스 테이크 아웃! - 지역과 전국의 주요 뉴스를 심도 있게 살펴보는 시간 with 소셜미디어태희 안태희 국장
- 출근길 힘내쏭~ - 청취자의 출근길 풍경을 살펴보고, 이에 어울리는 신청곡을 듣는 시간

### 요일코너

#### 월요일
- 출근길 지식 한 스푼' 지역이슈 : 지역의 현장 목소리를 들으며 지역 이슈를 살펴보는 시간 with 윤수진 리포터
- 신용한 교수의 용한 경제보고서 with 서원대학교 신용한 교수 : 충북지역의 경제 및 사회 상황을 분석해보는 시간 with 서원대학교 신용한 교수

#### 화요일
- 출근길 지식 한 스푼' 생활법률 : 실생활에 꼭 알아야할 생활법률을 배우는 시간 with 강수호 변호사
- 위기탈출 레시피 : 교통 및 재난 안전 상식을 배우는 시간 with 최인규계장, 도시재난연구소 우승엽소장

#### 수요일
- 출근길 지식 한 스푼' 교통상식 : 교통 상식을 꽁트로 재미있게 풀어내는 시간 with 이명현 리포터
- 겟 마이 차차차(격주) : 자동차 운행에 꼭 필요한 상식을 배우는 시간 with 오토타임즈 안효문 기자
- 출발 월드콕!(격주) : 세계 동향 및 이슈를 살펴보는 시간 with 한국해외기술교류협회 이동제 회장

#### 목요일
- 출근길 지식 한 스푼' 재테크 : 재테크 관련 꼭 알고가야할 지식을 배우는 시간 with 중앙 이코노미스트 김두현 기자
- 충북에 충실한 뉴스 : 한 주간 충북 지역의 당야한 이슈를 정리해보는 시간 with 충북 현대 HCN 신홍경 기자

#### 금요일
- 출근길 지식 한 스푼' 영어회화 : 오늘 아침 꼭 알아야할 영어 한마디 with 김세진 리포터
- 스포츠라이트 : 한 주간 스포트라이트를 받았던 스포츠뉴스를 조명해보는 시간 with 중앙일보 김지한 기자